# シューマン共振

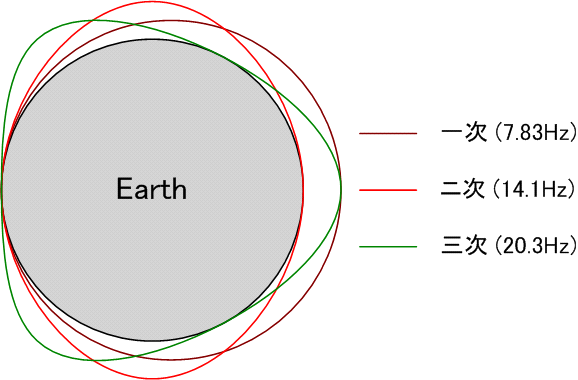
地球を一周する定在波

シューマン共振（シューマンきょうしん）あるいはシューマン共鳴（シューマンきょうめい、Schumann resonance）は、地球の地表と電離層との間で極極超長波 (ELF) が反射をして、その波長がちょうど地球一周の距離の整数分の一に一致したものをいう。その周波数は7.83 Hz（一次）、 14.1 Hz（二次）、 20.3 Hz（三次）、……と多数存在する。常に共振し続けているので常時観測できる。
1952年、ドイツの物理学者であるヴィンフリート・オットー・シューマン（当時米国イリノイ大学在籍) により発見された。
シューマン共振のエネルギー源は雷の放電や太陽風による電離層の震動だといわれている。